# Rusticus z Paříže
Rusticus z Paříže (francouzsky Rusticus de Paris) je světec římskokatolické a pravoslavné církve.
Je patronem rolníků a společník svatého Diviše a svatého Eleuthera, se kterými zemřel mučednickou smrtí ve 2. polovině 3. století.
Legenda říká, že byli sťati v Lutetii na kopci Montmartre. Ulice na vrcholu tohoto kopce Rue Saint-Rustique nese jeho jméno.
Jeho svátek připadá na 9. října.